# Rắn nhiều đai
Rắn nhiều đai (Cyclophiops multicinctus) là một loài rắn trong họ Rắn nước. Loài này được Roux mô tả khoa học đầu tiên năm 1907.
Loài này có ở Vườn quốc gia Bạch Mã, Việt Nam.